# Bellotstraße
Die Bellotstraße ist eine Meerenge zwischen dem amerikanischen Kontinent und Somerset Island im Kanadisch-Arktischen Archipel.
Entdeckt wurde sie 1851/52 von William Kennedy und dem – diesen bei seiner Suchexpedition nach John Franklin begleitenden – französischen Marineoffizier Joseph-René Bellot, nach dem sie benannt wurde. Die Bellotstraße ist ein Kernstück der Nordwestpassage. Sie verbindet den Golf von Boothia mit dem Peelsund und der Franklinstraße zwischen der Halbinsel Boothia im Süden und Somerset Island im Norden. Ihre geographische Lage ist grob 72°00'N und 94°30'W; Zenith Point, der nördlichste Punkt des Festlands, liegt auf 72°00,1'N.
Am Osteingang der Bellotstraße aus dem Golf von Boothia befinden sich auf Somerset Island noch zwei übrig gebliebene Häuser von Fort Ross, einem nur in den Jahren 1937 bis 1948 aktiven Außenposten der Hudson’s Bay Company, die mit dem Schiff Aklavik den Schiffsweg 1937 auch erstmals von Westen her durchfuhr.

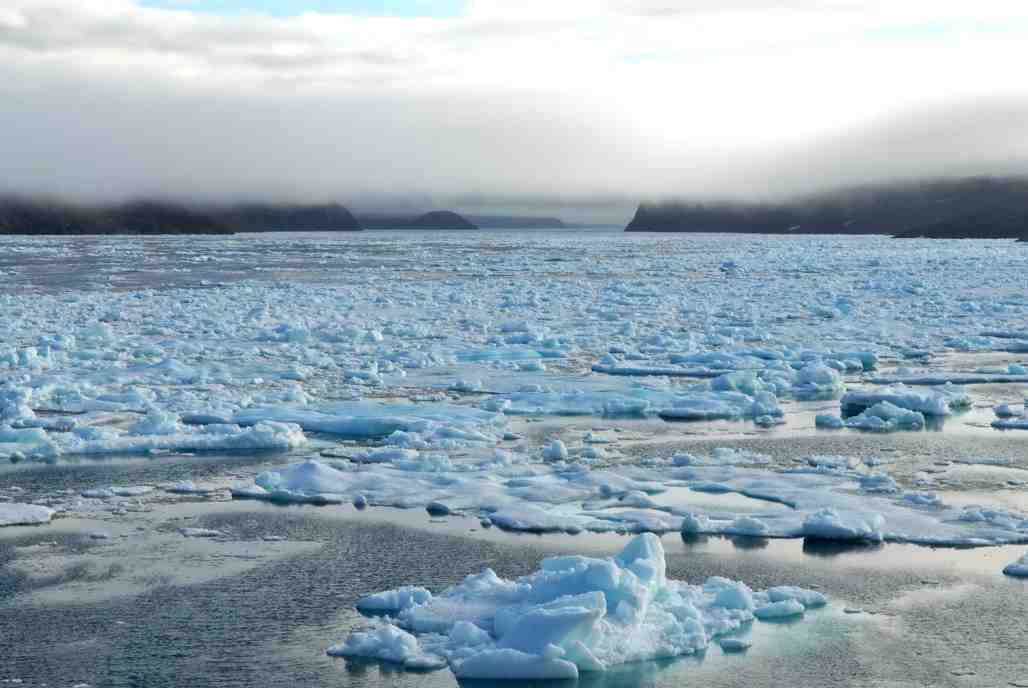
Packeis in der Bellotstraße 2010
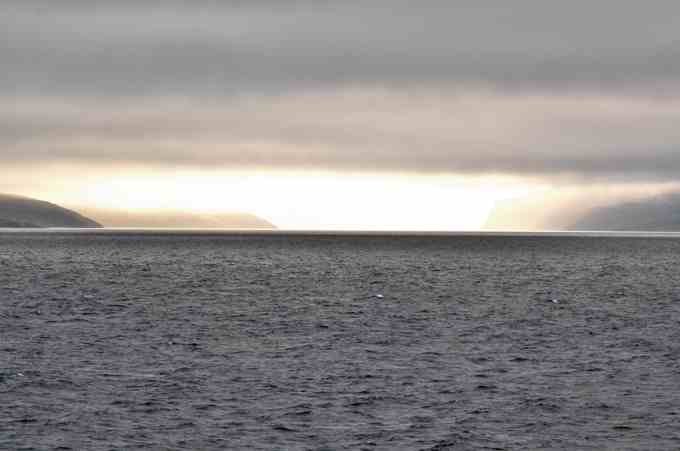
Im August 2011 zeigt sich die Bellotstraße eisfrei.
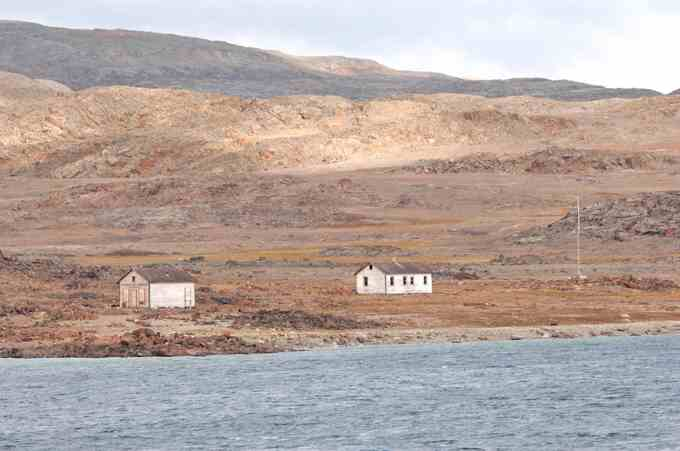
Fort Ross 2011
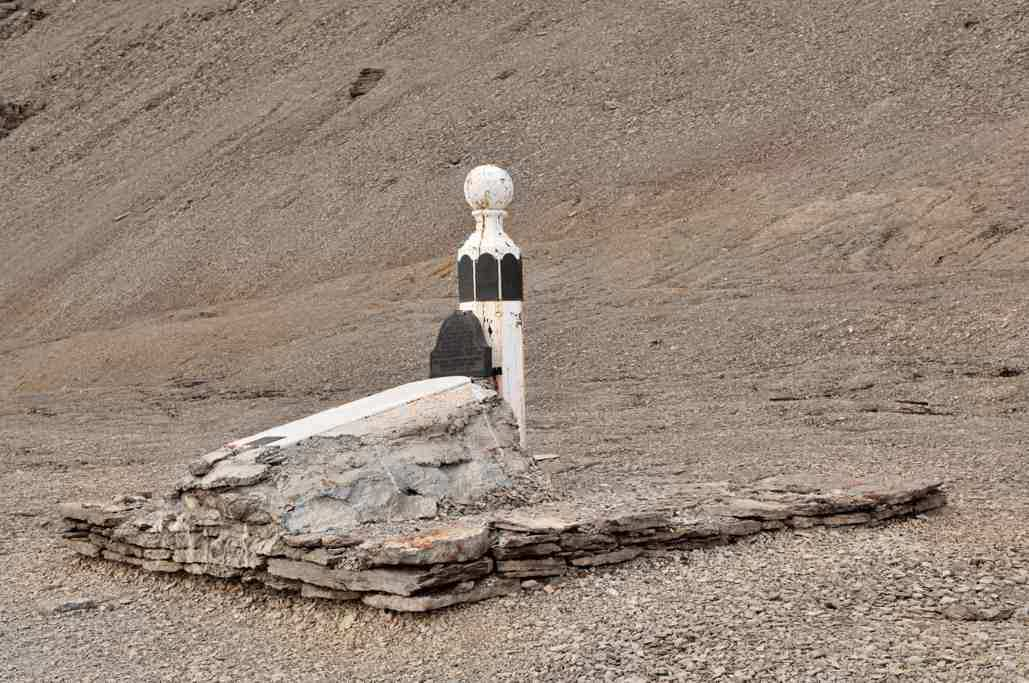
Belcher-Säule und Bellot-Erinnerungsstätte (Scheingrab)